# Tadashi Suzuki
Tadashi Suzuki (japanska 鈴木忠志, Suzuki Tadashi), född 20 juni 1939 i Shimizu (numera Shizuoka) i Shizuoka prefektur, är en japansk teaterregissör och teaterpedagog.

## Biografi
Under början av 1960-talet var Tadashi Suzuki aktiv i undergroundrörelsen Små teatrar. 1966 grundade han tillsammans med dramatikern Minoru Betsuyaku Waseda Little Theatre som uppförde progressiva västinspirerade dramer (post-shingeki). 1972 bjöds han in till Paris av teatermannen Jean-Louis Barrault för att sätta upp Samuel Becketts I väntan på Godot. Vid samma tillfälle uppträdde no-skådespelaren Hisao Kanze som påverkade Suzuki på djupet och inspirerade honom att implementera klassiska japanska teaterformer i sin estetik. 1976 flyttade han sitt teaterkompani till staden Toga i distriktet Higashitonami i Toyama prefektur och 1985 bytte gruppen namn till Suzuki Company of Toga (SCOT). Repertoaren består till stor del av västliga klassiker tolkade genom traditionella japanska teaterformer som no och kabuki. I Toga organiserade Suzuki Japans första internationella teaterfestival som avhölls 1982-1999. 1992 var han med och grundade The Saratoga International Theatre Institute (SITI Company) i Florida tillsammans med den amerikanska regissören Anne Bogart. Suzuki är sedan grundandet 1993 medlem av den internationella konstnärliga kommittén för Theatre Olympics i den grekiska staden Delfi. 1995-2007 var han konstnärlig ledare för Shizuoka Performing Arts Center (SPAC) i Shizuoka. Suzuki har varit internationellt verksam och har bland annat regisserat på Düsseldorf Schauspielhaus samt Konstnärliga teatern (Mchat) och Taganka-teatern i Moskva. Suzuki är upphovsman till Suzukimetoden som lärs ut på skådespelarutbildningar runt om i världen. Han formulerade sin teaterestetik i The Way of Acting 1986.
1996 gästspelade SCOT på Orionteatern i Stockholm med Suzukis version av Euripides Elektra.